# Шапшинське сільське поселення
Шапши́нське сільське поселення (рос. Шапшинское сельское поселение) — сільське поселення у складі Ханти-Мансійського району Ханти-Мансійського автономного округу Тюменської області Росії.
Адміністративний центр — присілок Шапша.
Населення сільського поселення становить 1684 особи (2017; 1005 у 2010, 864 у 2002).
Станом на 2002 рік існували Базьянівська сільська рада (село Базьяни, присілок Ярки) та Шапшинська сільська рада (село Зенково, присілок Шапша). 9 грудня 2015 року було ліквідовано село Базьяни.

## Склад
До складу сільського поселення входять:
| Населений пункт | Населення, осіб (2002) | Населення, осіб (2010) |
| --------------- | ---------------------- | ---------------------- |
| Базьяни, село   | 171                    | 156                    |
| Зенково, село   | 105                    | 87                     |
| Шапша, присілок | 398                    | 547                    |
| Ярки, присілок  | 190                    | 215                    |